# Resultados do Carnaval de São Paulo em 2018
Nesta página estão apontados os resultados do Carnaval de São Paulo no ano de 2018. 

## Escolas de samba

### Grupo Especial
Os defiles do grupo especial ocorreram nos dias 9 e 10 de fevereiro no sambódromo do Anhembi. A Acadêmicos do Tucuruvi desfilou no Grupo Especial, porém devido a um incêndio que destruiu grande parte do seu material, não foi julgada nem correu risco de rebaixamento.
Ordem de Desfile
| Sexta-feira (09/02/2018) | Sábado (10/02/2018) |
| 1. Independente Tricolor 2. Unidos do Peruche 3. Acadêmicos do Tucuruvi 4. Mancha Verde 5. Acadêmicos do Tatuapé 6. Rosas de Ouro 7. Tom Maior | 1. X-9 Paulistana 2. Império de Casa Verde 3. Mocidade Alegre 4. Vai-Vai 5. Gaviões da Fiel 6. Dragões da Real 7. Unidos de Vila Maria |

Mapa de Notas
| Agremiações (por ordem de desfile)                 | Evolução | Evolução | Evolução | Evolução | Bateria | Bateria | Bateria | Bateria | Enredo | Enredo | Enredo | Enredo | Samba-Enredo | Samba-Enredo | Samba-Enredo | Samba-Enredo | Fantasias | Fantasias | Fantasias | Fantasias | Comissão de Frente | Comissão de Frente | Comissão de Frente | Comissão de Frente | Alegorias | Alegorias | Alegorias | Alegorias | Harmonia | Harmonia | Harmonia | Harmonia | Mestre-Sala & Porta-Bandeira | Mestre-Sala & Porta-Bandeira | Mestre-Sala & Porta-Bandeira | Mestre-Sala & Porta-Bandeira | P.   | TOTAL |
| Sexta-feira                                        | J1       | J2       | J3       | J4       | J1      | J2      | J3      | J4      | J1     | J2     | J3     | J4     | J1           | J2           | J3           | J4           | J1        | J2        | J3        | J4        | J1                 | J2                 | J3                 | J4                 | J1        | J2        | J3        | J4        | J1       | J2       | J3       | J4       | J1                           | J2                           | J3                           | J4                           |      |       |
| Independente                                       | 10       | 9,8      | 9,9      | 10       | 10      | 10      | 10      | 10      | 9,7    | 9,5    | 10     | 9,5    | 10           | 10           | 10           | 9,8          | 10        | 10        | 10        | 10        | 9,9                | 9,7                | 10                 | 10                 | 9,8       | 9,9       | 10        | 10        | 10       | 9,9      | 10       | 10       | 10                           | 10                           | 10                           | 10                           | -1,2 | 267,7 |
| Peruche                                            | 10       | 9,9      | 10       | 10       | 10      | 9,9     | 9,9     | 10      | 9,8    | 9,4    | 10     | 9,8    | 10           | 9,9          | 10           | 9,9          | 9,7       | 9,6       | 9,9       | 9,7       | 10                 | 9,8                | 10                 | 10                 | 9,8       | 9,8       | 9,9       | 10        | 10       | 10       | 9,9      | 10       | 9,8                          | 10                           | 10                           | 10                           |      | 268,4 |
| Tucuruvi [a]                                       | —        | —        | —        | —        | —       | —       | —       | —       | —      | —      | —      | —      | —            | —            | —            | —            | —         | —         | —         | —         | —                  | —                  | —                  | —                  | —         | —         | —         | —         | —        | —        | —        | —        | —                            | —                            | —                            | —                            |      | —     |
| Mancha                                             | 10       | 9,9      | 10       | 10       | 10      | 10      | 10      | 10      | 10     | 10     | 10     | 10     | 10           | 10           | 10           | 10           | 10        | 10        | 10        | 10        | 10                 | 10                 | 10                 | 10                 | 9,9       | 10        | 10        | 10        | 10       | 10       | 10       | 10       | 10                           | 10                           | 10                           | 10                           |      | 270   |
| Tatuapé                                            | 10       | 10       | 10       | 10       | 10      | 10      | 10      | 10      | 10     | 10     | 10     | 10     | 9,9          | 10           | 10           | 10           | 10        | 10        | 10        | 10        | 10                 | 10                 | 10                 | 10                 | 10        | 10        | 10        | 10        | 10       | 10       | 10       | 10       | 10                           | 10                           | 10                           | 10                           |      | 270   |
| Rosas                                              | 10       | 9,9      | 9,9      | 9,9      | 10      | 10      | 10      | 9,9     | 10     | 9,9    | 10     | 9,9    | 10           | 10           | 10           | 10           | 10        | 9,9       | 10        | 10        | 10                 | 10                 | 10                 | 9,9                | 9,8       | 9,9       | 10        | 10        | 10       | 10       | 10       | 10       | 10                           | 10                           | 10                           | 10                           |      | 269,6 |
| Tom Maior                                          | 10       | 9,8      | 10       | 10       | 10      | 10      | 10      | 10      | 10     | 10     | 10     | 10     | 10           | 10           | 9,8          | 10           | 10        | 10        | 10        | 10        | 10                 | 9,9                | 10                 | 10                 | 9,9       | 10        | 10        | 10        | 10       | 10       | 10       | 10       | 10                           | 10                           | 10                           | 10                           |      | 270   |
| Sábado                                             | J1       | J2       | J3       | J4       | J1      | J2      | J3      | J4      | J1     | J2     | J3     | J4     | J1           | J2           | J3           | J4           | J1        | J2        | J3        | J4        | J1                 | J2                 | J3                 | J4                 | J1        | J2        | J3        | J4        | J1       | J2       | J3       | J4       | J1                           | J2                           | J3                           | J4                           |      |       |
| X-9                                                | 9,9      | 9,8      | 9,8      | 9,8      | 10      | 9,9     | 9,9     | 10      | 9,9    | 10     | 10     | 9,9    | 9,9          | 9,9          | 10           | 10           | 10        | 9,9       | 9,7       | 9,9       | 10                 | 10                 | 10                 | 10                 | 9,8       | 9,9       | 10        | 9,9       | 10       | 10       | 10       | 10       | 10                           | 10                           | 10                           | 10                           |      | 268,9 |
| Império                                            | 10       | 10       | 10       | 10       | 10      | 10      | 10      | 10      | 10     | 10     | 10     | 9,9    | 10           | 9,8          | 9,8          | 10           | 10        | 9,9       | 9,9       | 10        | 9,9                | 9,9                | 10                 | 10                 | 10        | 9,9       | 10        | 10        | 10       | 10       | 10       | 10       | 10                           | 10                           | 10                           | 9,8                          |      | 269,7 |
| Mocidade                                           | 10       | 10       | 10       | 10       | 10      | 10      | 10      | 10      | 10     | 10     | 10     | 10     | 10           | 10           | 10           | 10           | 10        | 9,9       | 10        | 10        | 10                 | 10                 | 10                 | 10                 | 10        | 10        | 10        | 10        | 10       | 10       | 10       | 10       | 10                           | 10                           | 10                           | 10                           |      | 270   |
| Vai-Vai                                            | 9,9      | 9,9      | 10       | 9,9      | 10      | 10      | 9,9     | 10      | 10     | 10     | 10     | 10     | 10           | 10           | 10           | 10           | 10        | 9,8       | 9,8       | 10        | 9,8                | 9,9                | 9,8                | 10                 | 9,9       | 10        | 10        | 10        | 10       | 10       | 10       | 10       | 10                           | 10                           | 10                           | 10                           |      | 269,3 |
| Gaviões                                            | 10       | 9,8      | 10       | 10       | 10      | 9,9     | 10      | 10      | 10     | 10     | 10     | 10     | 10           | 10           | 10           | 10           | 9,8       | 9,9       | 9,8       | 10        | 10                 | 9,9                | 9,6                | 10                 | 10        | 10        | 9,9       | 10        | 10       | 10       | 9,9      | 10       | 10                           | 10                           | 10                           | 10                           |      | 269,6 |
| Dragões                                            | 10       | 9,9      | 10       | 10       | 10      | 10      | 10      | 10      | 10     | 10     | 10     | 10     | 10           | 10           | 10           | 10           | 10        | 10        | 10        | 10        | 10                 | 10                 | 10                 | 10                 | 9,9       | 10        | 9,9       | 10        | 10       | 10       | 10       | 10       | 10                           | 10                           | 10                           | 10                           |      | 269,9 |
| Vila Maria                                         | 10       | 10       | 10       | 10       | 10      | 10      | 10      | 10      | 10     | 9,8    | 9,8    | 9,9    | 10           | 10           | 9,9          | 10           | 10        | 10        | 9,8       | 10        | 9,9                | 9,9                | 10                 | 10                 | 10        | 10        | 10        | 9,9       | 10       | 10       | 9,9      | 10       | 9,8                          | 10                           | 10                           | 9,9                          |      | 269,5 |
| OBS.: A menor nota de cada quesito foi descartada. |          |          |          |          |         |         |         |         |        |        |        |        |              |              |              |              |           |           |           |           |                    |                    |                    |                    |           |           |           |           |          |          |          |          |                              |                              |                              |                              |      |       |

↑Nota:  A Independente perdeu 1,2 ponto por uso da empilhadeira no tripé da comissão de frente.
- A.^  A Acadêmicos do Tucuruvi desfilou no Grupo Especial, porém devido a um incêndio que destruiu grande parte do seu material, não foi julgada nem correu risco de rebaixamento.[5]

Classificação
| Pos | Escolas de Samba       | Pts   | Desempate | Enredo | Classificação ou rebaixamento     |
| --- | ---------------------- | ----- | --------- | --- | --------------------------------- |
| 1   | Acadêmicos do Tatuapé  | 270   | Fantasia  | Maranhão, os tambores vão ecoar na terra da encantaria | Campeã do Carnaval de 2018        |
| 2   | Mocidade Alegre        | 270   | Alegoria  | A voz Marrom que não deixa o samba morrer | Desfile das Campeãs de 2018       |
| 3   | Mancha Verde           | 270   | Comissão  | A amizade. A Mancha agradece do fundo do nosso quintal | Desfile das Campeãs de 2018       |
| 4   | Tom Maior              | 270   |           | O Brasil de duas Imperatrizes: De Viena para o novo mundo, Carolina Josefa Leopoldina; De Ramos, Imperatriz Leopoldinense                                                | Desfile das Campeãs de 2018       |
| 5   | Dragões da Real        | 269,9 |           | Minha música, Minha raiz! Abram a porteira para essa gente caipira e feliz!                                                                                              | Desfile das Campeãs de 2018       |
| 6   | Império de Casa Verde  | 269,7 |           | O povo, a nobreza real |                                   |
| 7   | Gaviões da Fiel        | 269,6 |           | Guarus – Na aurora da criação, a profecia Tupi…Prosperidade e paz aos mensageiros de Rudá                                                                                |                                   |
| 8   | Rosas de Ouro          | 269,6 |           | Pelas estradas da vida, sonhos e aventuras de um herói brasileiro |                                   |
| 9   | Unidos de Vila Maria   | 269,5 |           | Aproveitam-se de minha nobreza, você não soube, não te contaram? Suspeitei desde o principio! Não contavam com minha astúcia! Arriba Bolaños, Arriba Vila, Arriba México |                                   |
| 10  | Vai-Vai                | 269,3 |           | Sambar com fé eu vou |                                   |
| 11  | X-9 Paulistana         | 268,9 |           | A voz do samba é a voz de Deus. Depois da tempestade, vem a bonança! |                                   |
|     | Acadêmicos do Tucuruvi | ---   |           | Uma Noite no Museu | Hors concours                     |
| 12  | Unidos do Peruche      | 268,4 |           | Peruche celebra Martinho: 80 anos do Dikamba da Vila | Desce para o Grupo de Acesso 2019 |
| 13  | Independente Tricolor  | 267,7 |           | Em cartaz: Luz, câmera e… terror. Uma produção Independente! | Desce para o Grupo de Acesso 2019 |

Premiações
| Prêmios 2018                 | Estrela do Carnaval                     | Prêmio SRzd                |
| ---------------------------- | --------------------------------------- | -------------------------- |
| Escola / Desfile             | Império de Casa Verde e Dragões da Real | Tatuapé                    |
| Samba-enredo                 | Gaviões da Fiel                         | Tatuapé                    |
| Bateria                      | Império de Casa Verde                   | Tatuapé                    |
| Mestre-sala e Porta-bandeira | Peruche (Jefferson e Thais Paraguassu)  | Jairo e Simone (Tom Maior) |
| Comissão de Frente           | Dragões da Real                         | Mancha Verde               |
| Intérprete / Ala Musical     | Celsinho Mody (Tatuapé)                 | Vai-Vai                    |
| Harmonia                     | Tom Maior                               | Tatuapé                    |
| Ala de Baianas               | Dragões da Real                         | Mocidade Alegre            |
| Alegorias                    | Império de Casa Verde                   | Império de Casa Verde      |
| Fantasias                    | Dragões da Real                         | Dragões da Real            |

### Grupo de Acesso
Os defiles do grupo de acesso ocorreram no dia 11 de fevereiro no sambódromo do Anhembi.
Classificação
| Pos | Escolas de Samba      | Enredo | Pts   | Classificação ou rebaixamento       |
| --- | --------------------- | --- | ----- | ----------------------------------- |
| 1   | Águia de Ouro         | Mercadores de Sonhos | 270   | Sobe para o Grupo Especial 2019     |
| 2   | Colorado do Brás      | Axé! Caminhos que levam à fé | 269,9 | Sobe para o Grupo Especial 2019     |
| 3   | Barroca Zona Sul      | Carnevale... A Magia da Folia | 269,3 |                                     |
| 4   | Nenê de Vila Matilde  | A Epopeia de uma Deusa Africana | 268,9 |                                     |
| 5   | Pérola Negra          | Numa viagem arretada por terras nordestinas, a Joia Rara do Samba embarca no trem do forró rumo ao maior São João do Mundo: Campina Grande | 268,9 |                                     |
| 6   | Leandro de Itaquera   | A celebração da solidariedade no mundo. Onde há necessidade, há um leão                                                                    | 267,8 |                                     |
| 7   | Camisa Verde e Branco | 100% Camisa Verde e Branco carnavalizando Mário de Andrade. O berço do samba, o poeta e o herói na Paulicéia Desvairada                    | 267,7 |                                     |
| 8   | Imperador do Ipiranga | Solidariedade. A explícita magia de sonhar, amar e viver, em prol do bem                                                                   | 267,2 | Desce para o Grupo de Acesso 2 2019 |

Premiações
| Prêmios 2018                 | Estrela do Carnaval             | Prêmio SRzd      |
| ---------------------------- | ------------------------------- | ---------------- |
| Escola / Desfile             | Colorado do Brás                | Águia de Ouro    |
| Samba-enredo                 | Colorado do Brás                | Colorado do Brás |
| Bateria                      | Imperador do Ipiranga           | Águia de Ouro    |
| Mestre-sala e Porta-bandeira | João Carlos e Ana Paula (Águia) | -                |
| Comissão de Frente           | Colorado do Brás                | -                |
| Intérprete / Ala Musical     | Chitão Martins (Colorado)       | Barroca Zona Sul |
| Conjunto Visual              | Águia de Ouro                   | -                |

### Grupo de Acesso 2
Os defiles do grupo de acesso 2 ocorreram no dia 12 de fevereiro no sambódromo do Anhembi.
Classificação
| Pos | Escolas de Samba            | Enredo | Pts   | Classificação ou rebaixamento  |
| --- | --------------------------- | --- | ----- | ------------------------------ |
| 1   | Mocidade Unida da Mooca     | A Santíssima Trindade de Oyó                                                                                     | 270   | Sobe para o Grupo de Acesso    |
| 2   | Estrela do Terceiro Milênio | Na força da Coruja. Deixe a lenda te guiar                                                                       | 269,9 |                                |
| 3   | Morro da Casa Verde         | A luta de um povo, a força de uma raça… Luiza Mahin, a luz de Daomé                                              | 269,3 |                                |
| 4   | Dom Bosco                   | Bem-aventurados os homens e mulheres de boa vontade...                                                           | 269   |                                |
| 5   | Tradição Albertinense       | Das praças aos palcos a trupe Albertinense apresenta: As mil e uma faces do artista brasileiro                   | 268,7 |                                |
| 6   | Uirapuru da Mooca           | O suntuoso voo do Uirapuru pelos reinos das 3 deusas africanas                                                   | 268,7 |                                |
| 7   | Unidos de Santa Bárbara     | Pernambuco você é nosso! O baile dos 200 anos da revolução pernambucana o Carnaval do leão coroado Alceu Valença | 268,5 |                                |
| 8   | Combinados de Sapopemba     | Mamonas: Um show de felicidade                                                                                   | 268,3 |                                |
| 9   | Camisa 12                   | Camisa 12 exalta a luta e a consagração: São Jorge, o Santo das 3 religiões                                      | 268,3 |                                |
| 10  | Amizade da Zona Leste       | A chave | 268,2 |                                |
| 11  | Torcida Jovem               | O corsário elegante: O terror dos sete mares                                                                     | 268,1 |                                |
| 12  | Brinco da Marquesa          | A Marquesa e o ouro verde                                                                                        | 267,7 | Desce para o Grupo 2-UESP 2019 |

### Grupo Especial de Bairros
Os defiles do grupo especial de bairros da UESP ocorreram nos dias 11 e 12 de fevereiro na Avenida Eliseu de Almeida, Butantã.
Classificação 
| Pos | Escolas de Samba               | Enredo                                                                                    | Pts   | Classificação ou rebaixamento      |
| --- | ------------------------------ | ----------------------------------------------------------------------------------------- | ----- | ---------------------------------- |
| 1   | Primeira da Cidade Líder       | O Milagre do Sertão                                                                       | 269   | Sobe para o Grupo de Acesso 2 2019 |
| 2   | Acadêmicos de São Jorge        | Ifé… Terra Sagrada dos Deuses, Berço da Civilização Iorubá                                | 268,4 |                                    |
| 3   | União Imperial                 | Um voo anunciador… A separação eterna do dia e da noite                                   | 267,9 |                                    |
| 4   | Unidos de São Lucas            | Da Vila de Paranapiacaba ao polo petroquímico. Santo André engrenagem do samba!           | 267,8 |                                    |
| 5   | Flor de Lis                    | Viagem Pitoresca de um Rei da Terra do Mandacaru                                          | 267,4 |                                    |
| 6   | Unidos do Vale Encantado       | Vale Encantado e seus guerreiros na transversal do tempo                                  | 267,1 |                                    |
| 7   | Boêmios da Vila                | Da natureza ao Carnval. Tudo se recria, nada se perde. Tudo se transforma até em fantasia | 266,5 |                                    |
| 8   | Flor da Vila Dalila            | A divina arte de se comunicar                                                             | 266,1 |                                    |
| 9   | Império Lapeano                | A Império pediu, a Liga da Justiça se uniu                                                | 266   |                                    |
| 10  | União Independente da Zona Sul | Uma Noite de Halloween                                                                    | 265,7 |                                    |
| 11  | Prova de Fogo                  | Prova de Fogo canta Chiquinha Gonzaga. A matriarca da música popular brasileira           | 264,1 | Desce para Grupo 3-UESP 2019       |
| 12  | Acadêmicos do Ipiranga         | No Tijuco o canto da riqueza                                                              | 263,2 | Desce para Grupo 3-UESP 2019       |

### Grupo Acesso de Bairros 1
Os defiles do grupo acesso de bairros 1 da UESP ocorreram nos dias 11 e 12 de fevereiro na Avenida Alvinópolis, Vila Esperança.
Classificação
| Pos | Escolas de Samba           | Enredo                                                              | Pts   | Classificação ou rebaixamento  |
| --- | -------------------------- | ------------------------------------------------------------------- | ----- | ------------------------------ |
| 1   | Imperatriz da Sul          | Africanidades! Seu gingado, minha dança, seu batuque minha batucada | 179,2 | Sobe para o Grupo 2-UESP 2019  |
| 2   | Unidos de São Miguel       | Abra o seu coração, a cura é o amor                                 | 179   | Sobe para o Grupo 2-UESP 2019  |
| 3   | União da Vila Albertina    | Uma União das Arábias                                               | 178,8 |                                |
| 4   | Só Vou Se Você For         | Poesia em Forma de Canção                                           | 178,8 |                                |
| 5   | Valença de Perus           | A Saga de Alberto Alves                                             | 178,7 |                                |
| 6   | Em Cima da Hora Paulistana | Nos 20 anos da Em Cima da Hora… Tem um Leão na toca da coruja       | 178,3 |                                |
| 7   | Mocidade Robruense         | Pai e Mãe Sem Vocês Eu Não Existo                                   | 177,7 |                                |
| 8   | Dragões de Vila Alpina     | Fogo, a chama da vida. Dragões da Vila Alpina incendeia a avenida!  | 177,7 |                                |
| 9   | Príncipe Negro             | Negra Mulher – Princípe Negro exalta a raiz ancestral guerreira     | 177,2 |                                |
| 10  | Iracema Meu Grande Amor    | Carukango, Axé Grande Quilombo… Príncipe Guerreiro                  | 176,8 |                                |
| 11  | Passo de Ouro              | A Passo de Ouro acreditou e o sonho se realizou                     | 176,7 | Desce para o Grupo 4-UESP 2019 |
| 12  | Imperatriz da Paulicéia    | A Mistura Brasileira                                                | 175,4 | Desce para o Grupo 4-UESP 2019 |

### Grupo Acesso de Bairros 2
Os defiles do grupo acesso de bairros 2 da UESP ocorreram no dia 10 de fevereiro na Avenida Alvinópolis, Vila Esperança.
Classificação
| Pos | Escolas de Samba          | Enredo | Pts   | Classificação ou rebaixamento |
| --- | ------------------------- | --- | ----- | ----------------------------- |
| 1   | Unidos de Guaianases      | Guaianases vai à Feira e faz a festa                                                                                         | 179,8 | Sobe para o Grupo 3-UESP 2019 |
| 2   | TUP                       | É noite. É hora de festa, de trabalho e de caridade! A TUP traz uma mensagem de fé e esperança. Fazer o bem sem olhar a quem | 179,6 | Sobe para o Grupo 3-UESP 2019 |
| 3   | Explosão da Zona Norte    | Sorte tem, quem acredita nela?                                                                                               | 179,2 |                               |
| 4   | Isso Memo                 | De Anchieta a inspiração, de São Paulo a consagração, Isso Memo apresenta o grande Polo Cultural no coração do Brasil        | 179,2 |                               |
| 5   | Lavapés                   | Uma viagem fantástico ao mundo infantil. Lavapés, a pura essência de uma criança                                             | 179,2 |                               |
| 6   | Estrela Cadente           | Ocenus, a Epopeia dos Mares                                                                                                  | 178,8 |                               |
| 7   | Cacique do Parque         | Festas Populares do Brasil                                                                                                   | 178,5 |                               |
| 8   | Cabeções de Vila Prudente | Imigrantes e Refugiados – O Sonho de um Mundo Sem Fronteiras                                                                 | 178,3 |                               |
| 9   | Estação Invernada         | Eu quero cair na folia | 177,4 |                               |
| 10  | Os Bambas                 | A Dama do Samba | 175,6 |                               |
| 11  | Primeira da Aclimação     | De Volta para o Futuro, Uma Viagem pelos anos 80, Onde Tudo Começou!                                                         | 175   |                               |
| 12  | Folha Verde               | O verde do meu país é o mesmo do meu pavilhão, junto ao azul e branco, peço a paz… e desistir jamais                         | 174,8 |                               |
| 13  | Portela da Zona Sul       | A lenda do Arco-Íris | 174,3 |                               |

## Blocos

### Blocos Especiais
Classificação
| Pos | Escolas de Sambas                   | Pts   | Classificação ou rebaixamento    |
| --- | ----------------------------------- | ----- | -------------------------------- |
| 1   | Caprichosos do Piqueri              | 179,9 | Bloco campeão                    |
| 2   | Chorões da Tia Gê                   | 179,6 |                                  |
| 3   | União da Trindade                   | 179,5 |                                  |
| 4   | Inajar de Souza                     | 179,4 |                                  |
| 5   | Kacike da Vila                      | 179,3 |                                  |
| 6   | Mocidade Amazonense                 | 179,3 |                                  |
| 7   | Não Empurra que é Pior              | 179,3 |                                  |
| 8   | Vovó Bolão                          | 179,1 |                                  |
| 9   | Unidos do Pé Grande                 | 178,9 | Desce para o Grupo 1-Blocos 2019 |
| 10  | Mocidade Independente da Zona Leste | 178,4 | Desce para o Grupo 1-Blocos 2019 |

### Grupo 1-Blocos
Classificação
| Pos | Escolas de Sambas       | Pts   | Classificação ou rebaixamento   |
| --- | ----------------------- | ----- | ------------------------------- |
| 1   | Unidos dos Palmares     | 179,7 | Sobe para Blocos Especiais 2019 |
| 2   | Garotos da Vila         | 178,8 | Sobe para Blocos Especiais 2019 |
| 3   | Unidos do Guaraú        | 178,7 |                                 |
| 4   | Pavilhão 9              | 178,1 |                                 |
| 5   | Imperatriz do Jaraguá   | 177,9 |                                 |
| 6   | Caprichosos da Zona Sul | 177,8 |                                 |